# Francesco di Giorgio Martini

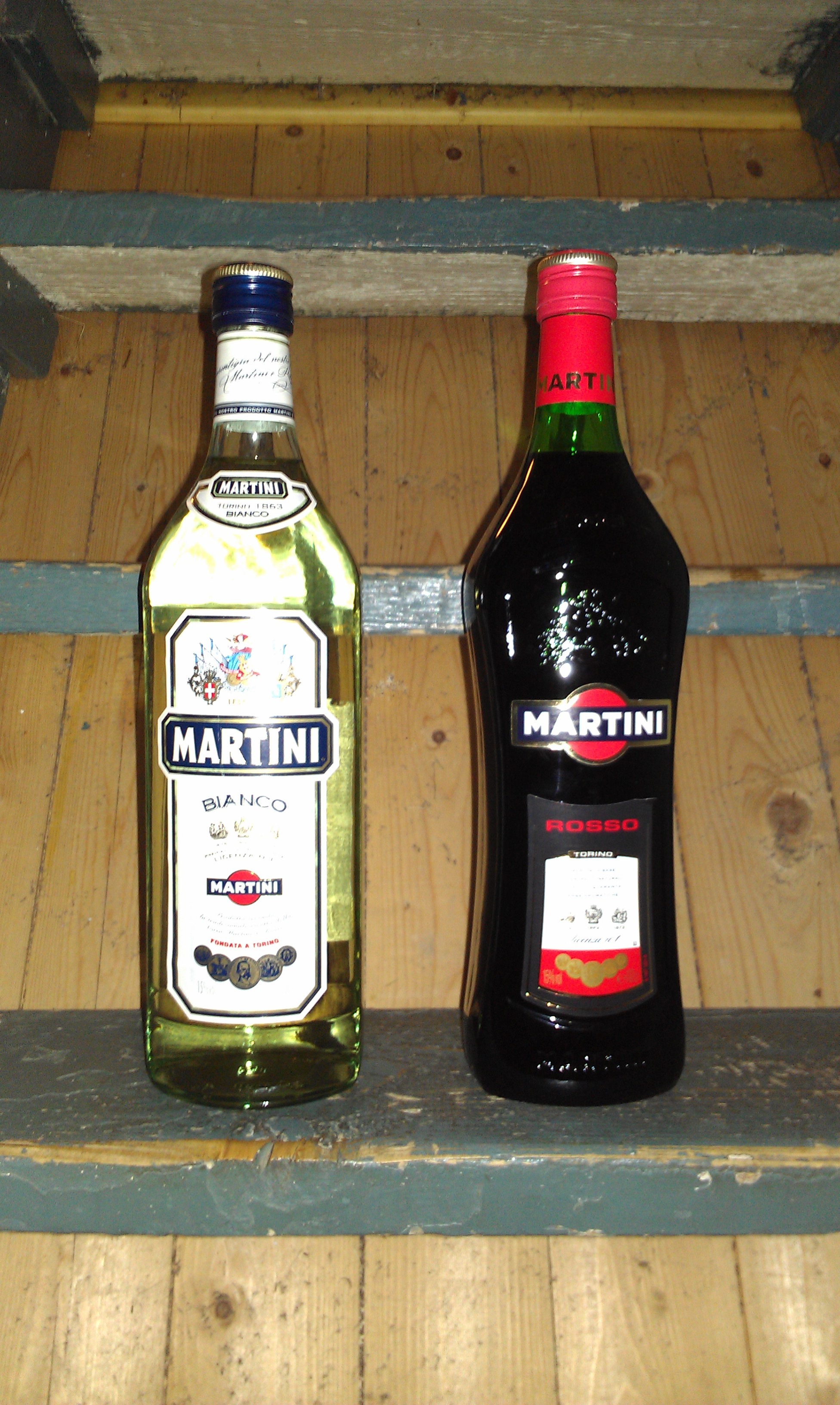
Chân dung Francesco Di Giorgio Martini

Tỉ lệ kiến trúc theo modul đầu người

Francesco Di Giorgio Martini (23 tháng 9 1439 - 29 tháng 11, 1501) tại Siena, là một họa sĩ, nhà điêu khắc, kiến trúc sư và nhà thiết kế người Ý trong thời kì tiền Phục hưng.
Là con trai của một thủ thư, ông theo học điêu khắc với Lorenzo Di Pietro vào khoảng năm 1460. Cũng vào thời điểm này, Giorgio phục vụ dưới triều đại của Giáo hoàng Pius II Ông đã tham gia thiết kế cung Poccolomini nhưng bị loại khỏi cuộc thi. Ông là tác giả của hầu hết các bàn thờ của các nhà thờ xung quanh Bologna.
Ông là tác giả của "Khảo luận về kiến trúc" (Trattato di architettura). Tác phẩm này gồm 7 cuốn sách
1. Điều kiện ban đầu cho xây dựng
2. Xây dựng nhà ở và lâu đài
3. Pháo đài và quy hoạch đô thị
4. Đền đài và các công trình tôn giáo
5. Thành trì
6. Cầu cảng
7. Máy móc xây dựng

Đặc điểm quan trọng nhất trong lý thuyết kiến trúc của Giorgio Martini là nghiên cứu về mối quan hệ giữa tỉ lệ con người và công trình kiến trúc. Dựa trên triết học của Platon, Aristotle và Vitruvius, ông coi ngôi nhà, con người và vũ trụ phải tương đồng với nhau và tỉ lệ của cơ thể con người chính là tỉ lệ chuẩn cho cấu trúc của đô thị. Tỉ lệ nhân trắc học được Martini nâng cao hơn các người tiền nhiệm bằng cách lấy đầu người làm đơn vị modul của hệ dầm. Tuy nhiên điểm khác biệt của Martini nằm ở chỗ ông xuất phát từ một hệ modul phù hợp với cơ thể con người chứ không phải lấy cơ thể con người làm hệ modul. Có thể nói, ông là người đi trước Le Corbusier hàng trăm năm ở ý tưởng về modul.